# Lijst van voetbalinterlands Bosnië en Herzegovina - Griekenland
Deze lijst van voetbalinterlands is een overzicht van alle officiële voetbalwedstrijden tussen de nationale teams van Bosnië en Herzegovina en Griekenland. De landen speelden tot op heden elf keer tegen elkaar. De eerste ontmoeting, een kwalificatiewedstrijd voor het Wereldkampioenschap voetbal 1998, werd gespeeld in Kalamáta op 1 september 1996. Het laatste duel, een kwalificatiewedstrijd voor het Europees kampioenschap voetbal 2020, vond plaats op 15 oktober 2019 in Iraklion.

## Wedstrijden
| №  | Plaats   | Datum            | Competitie           | Wedstrijd                           | Uitslag |
| -- | -------- | ---------------- | -------------------- | ----------------------------------- | ------- |
| 1  | Kalamáta | 1 september 1996 | WK 1998 kwalificatie | Griekenland – Bosnië en Herzegovina | 3 – 0   |
| 2  | Sarajevo | 2 april 1997     | WK 1998 kwalificatie | Bosnië en Herzegovina – Griekenland | 0 – 1   |
| 3  | Zenica   | 11 oktober 2006  | EK 2008 kwalificatie | Bosnië en Herzegovina – Griekenland | 0 – 4   |
| 4  | Athene   | 13 oktober 2007  | EK 2008 kwalificatie | Griekenland – Bosnië en Herzegovina | 3 – 2   |
| 5  | Sarajevo | 10 augustus 2011 | Vriendschappelijk    | Bosnië en Herzegovina – Griekenland | 0 – 0   |
| 6  | Piraeus  | 12 oktober 2012  | WK 2014 kwalificatie | Griekenland − Bosnië en Herzegovina | 0 − 0   |
| 7  | Zenica   | 22 maart 2013    | WK 2014 kwalificatie | Bosnië en Herzegovina − Griekenland | 3 − 1   |
| 8  | Piraeus  | 13 november 2016 | WK 2018 kwalificatie | Griekenland − Bosnië en Herzegovina | 1 − 1   |
| 9  | Zenica   | 9 juni 2017      | WK 2018 kwalificatie | Bosnië en Herzegovina − Griekenland | 0 − 0   |
| 10 | Zenica   | 26 maart 2019    | EK 2020 kwalificatie | Bosnië en Herzegovina – Griekenland | 2 – 2   |
| 11 | Iraklion | 15 oktober 2019  | EK 2020 kwalificatie | Griekenland − Bosnië en Herzegovina | 2 − 1   |

## Samenvatting
| Competitie        | Totaal gespeeld | Winst Bosnië en Her. | Gelijk | Winst Griekenland | Doelsaldo Bosnië en Her. – Griekenland |
| ----------------- | --------------- | -------------------- | ------ | ----------------- | -------------------------------------- |
| WK-kwalificatie   | 6               | 1                    | 3      | 2                 | 4 − 6                                  |
| EK-kwalificatie   | 4               | 0                    | 1      | 3                 | 5 − 11                                 |
| Vriendschappelijk | 1               | 0                    | 1      | 0                 | 0 − 0                                  |
| Totaal            | 11              | 1                    | 5      | 5                 | 9 − 17                                 |

Wedstrijden bepaald door strafschoppen worden, in lijn met de FIFA, als een gelijkspel gerekend.

## Details

### Eerste ontmoeting
| WK 1998 kwalificatie (Kalamáta, Griekenland, 1 september 1996):     |       |                       |
| Griekenland                                                         | 3 – 0 | Bosnië en Herzegovina |
| Marinos Ouzounidis 41' Stratos Apostolakis 79' Demis Nikolaidis 84' | goals |                       |
| - Debuut van aanvaller Elvir Bolić voor Bosnië en Herzegovina.      |       |                       |

### Tweede ontmoeting
| WK 1998 kwalificatie (Sarajevo, Bosnië en Herzegovina, 2 april 1997): |       |                        |
| Bosnië en Herzegovina                                                 | 0 – 1 | Griekenland            |
|                                                                       | goals | 72' Kostas Frantzeskos |

### Derde ontmoeting
| EK 2008 kwalificatie (Zenica, Bosnië en Herzegovina, 11 oktober 2006): |              | |
| Bosnië en Herzegovina                                                  | 0 – 4        | Griekenland                                                                                          |
|                                                                        | goals        | 8' (pen.) Angelos Charisteas 82' Christos Patsatzoglou 85' Georgios Samaras 90+2' Kostas Katsouranis |
| Saša Papac 50'                                                         | rode kaarten | |

### Vierde ontmoeting
| EK 2008 kwalificatie (Athene, Griekenland, 13 oktober 2007):      |              |                                      |
| Griekenland                                                       | 3 – 2        | Bosnië en Herzegovina                |
| Angelos Charisteas 10' Theofanis Gekas 57' Nikos Lyberopoulos 72' | goals        | 54' Mirko Hrgović 90' Vedad Ibišević |
|                                                                   | rode kaarten | 56' Mirko Hrgović                    |

### Vijfde ontmoeting
| Vriendschappelijk (Sarajevo, Bosnië en Herzegovina, 10 augustus 2011): |       |             |
| Bosnië en Herzegovina                                                  | 0 – 0 | Griekenland |
|                                                                        | goals |             |

### Zesde ontmoeting
| WK 2014 kwalificatie (Piraeus, Griekenland, 12 oktober 2012): |       |                       |
| Griekenland                                                   | 0 – 0 | Bosnië en Herzegovina |
|                                                               | goals |                       |

### Zevende ontmoeting
| WK 2014 kwalificatie (Zenica, Bosnië en Herzegovina, 22 maart 2013): |              | |
| Bosnië en Herzegovina | 3 – 1        | Griekenland |
| Edin Džeko 30' Vedad Ibišević 36' Edin Džeko 54' | goals        | 90+3' Theofanis Gekas |
| Safet Sušić | bondscoach   | Fernando Santos |
| Asmir Begović Emir Spahić Vedad Ibišević 84' Zvjezdan Misimović Edin Džeko Mensur Mujdža 84' Adnan Zahirović Senad Lulić Haris Međunjanin 79' Ognjen Vranješ Ervin Zukanović | opstellingen | Orestis Karnezis 46' Giorgos Tzavelas 58' Alexandros Tziolis Georgios Samaras Avraam Papadopoulos Giorgos Karagounis 73' Dimitrios Salpigidis Vasilis Torosidis Sokratis Papastathopoulos José Holebas Kostas Katsouranis |
| Elvir Rahimić 79' Miroslav Stevanović 84' Avdija Vršajević 84' | wissels      | 46' Theofanis Gekas 58' Ioannis Maniatis 73' Lazaros Christodoulopoulos |
| Senad Lulić 64' | gele kaarten | 35' Giorgos Tzavelas 48' Kostas Katsouranis |

### Achtste ontmoeting
| WK 2018 kwalificatie (Piraeus, Griekenland, 13 november 2016): |              | |
| Griekenland | 1 – 1        | Bosnië en Herzegovina |
| Giorgos Tzavelas 90+5' | goals        | 32' (e.d.) Orestis Karnezis |
| Michael Skibbe | bondscoach   | Mehmed Baždarević |
| Orestis Karnezis Vasilis Torosidis Kyriakos Papadopoulos Sokratis Papastathopoulos Giorgos Tzavelas Konstantinos Stafylidis Ioannis Maniatis 61' Andreas Samaris Petros Mantalos 87' Konstantinos Mitroglou Kostas Fortounis | opstellingen | Asmir Begović Ervin Zukanović 70' Emir Spahić Ognjen Vranješ Mato Jajalo Sead Kolašinac Miralem Pjanić Senad Lulić 87' Izet Hajrović 84' Vedad Ibišević Edin Džeko |
| Giannis Gianniotas 61' Nikos Karelis 87' | wissels      | 70' Toni Šunjić 84' Milan Đurić 87' Ermin Bičakčić |
| Konstantinos Stafylidis 43' Andreas Samaris 49' Sokratis Papastathopoulos 81' Giorgos Tzavelas 90+4' | gele kaarten | 10' Emir Spahić 65' Izet Hajrović 66' Miralem Pjanić 79' Senad Lulić 90+3' Mato Jajalo 90+4' Ognjen Vranješ                                                        |
| Kyriakos Papadopoulos 79' | rode kaarten | 12', 79' Edin Džeko |